# Europäischer Meersenf
Der Europäische Meersenf (Cakile maritima) oder Strandrauke ist eine Pflanzenart aus der Gattung Meersenf (Cakile) innerhalb der Familie der Kreuzblütengewächse (Brassicaceae). Sie ist ursprünglich hauptsächlich an den Stränden der Nord- und Ostsee sowie des Mittelmeeres und Schwarzen Meeres sowie Makaronesiens verbreitet. Als fakultativer Halophyt ist sie eine salzverträgliche Pflanze.

## Beschreibung

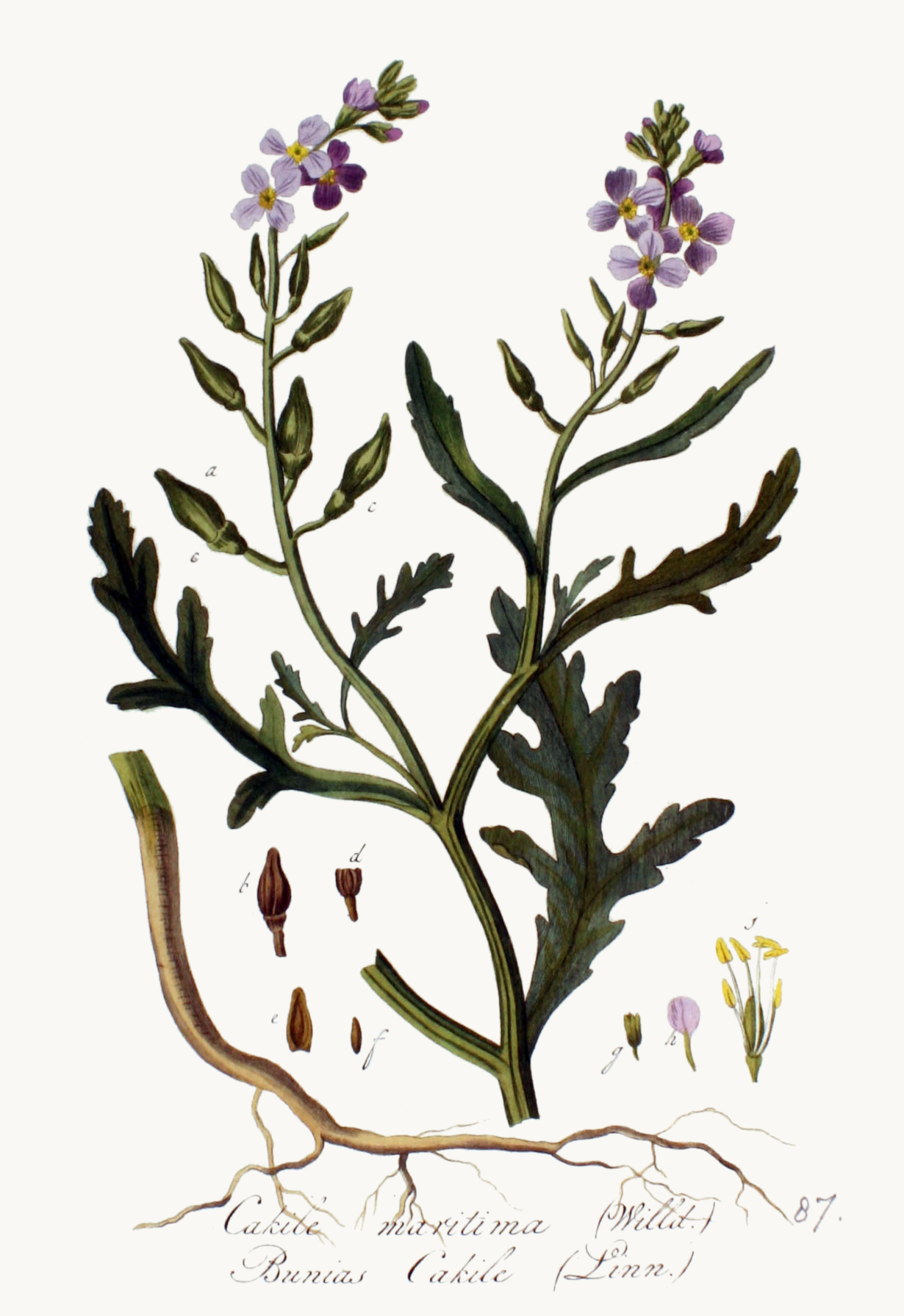
Illustration aus Flora Batava, Band 2

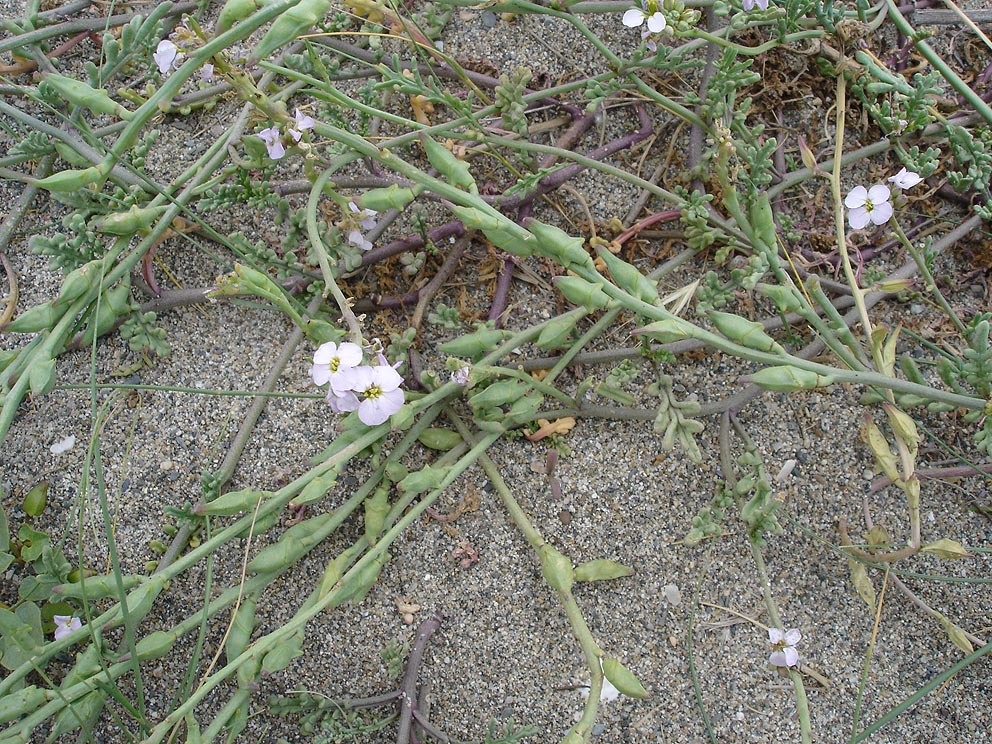
Blüten-/Fruchtstände mit Blüten und Gliederschoten

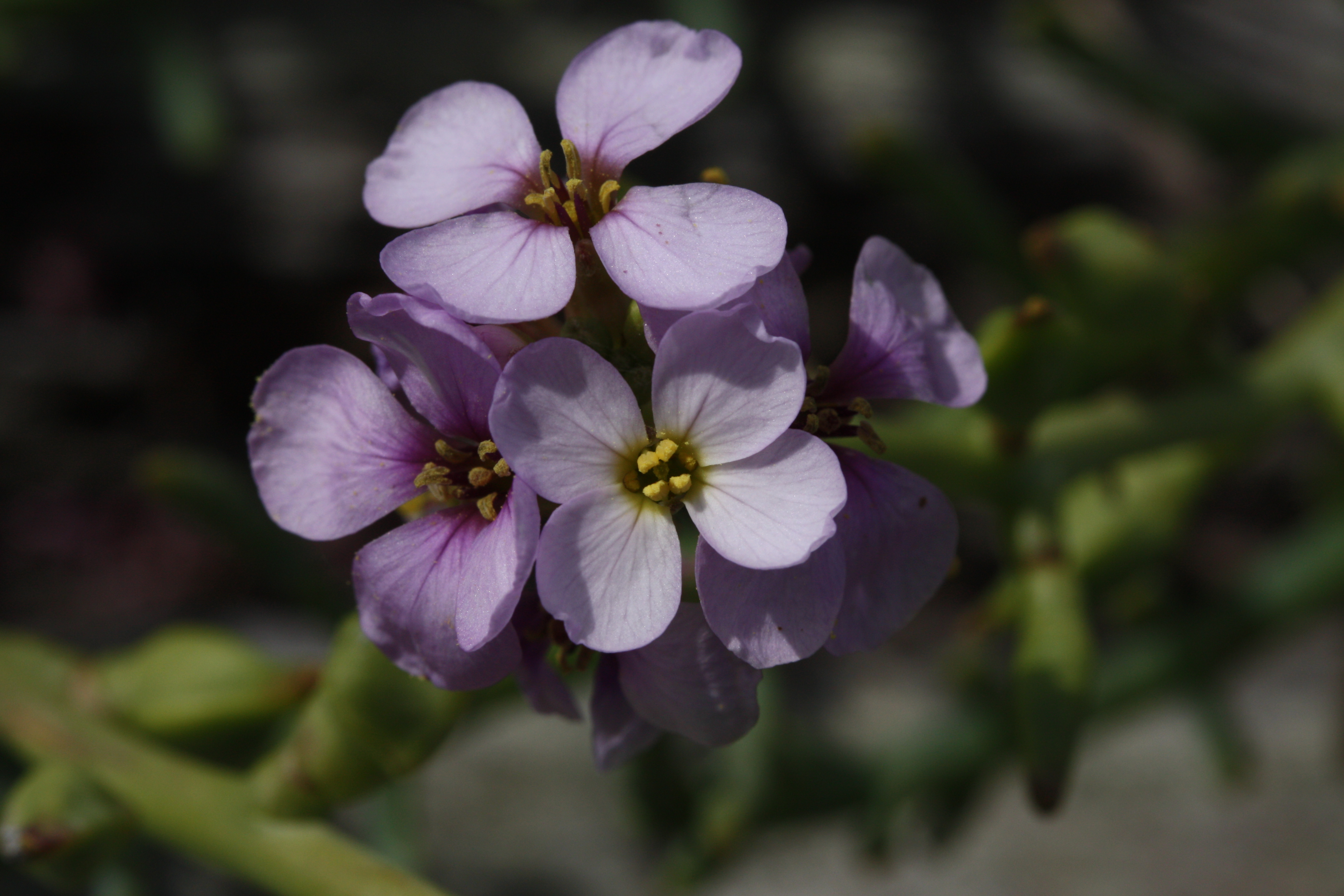
Vierzählige Blüten vom Europäischen Meersenf

### Vegetative Merkmale
Der Europäische Meersenf ist eine einjährige krautige Pflanze. Er wächst als eine kahle, dickliche und reich verzweigte Strandpflanze, die meist Wuchshöhen von etwa 30 Zentimetern erreicht. Der Stängel kann aufsteigend oder auch niederliegend sein.
Die hell- bis blaugrünen, leicht glänzenden Laubblätter sind wechselständig am Stängel angeordnet. Die Laubblätter sind 3 bis 6 Zentimeter lang, sind dicklich fleischig und im oberen Stängelbereich mit ungeteilter, im unteren Stängelabschnitt mit doppelt fiederspaltiger Blattspreite. Die Neigung zur Sukkulenz ist ein typisches Blattmerkmal vieler Halophyten der Küste.

### Generative Merkmale
Die Blütezeit erstreckt sich von Juli bis September. Der kopfige, traubige Blütenstand ist oben abgeflacht. Er besitzt keine Tragblätter.
Die Blüten verströmen einen angenehmen Duft. Die zwittrigen Blüten sind vierzählig. Ihre Breite misst etwa 1 Zentimeter. Die vier Kelchblätter sind lanzettlich. Die vier violetten bis rosafarbenen Kronblätter sind lang benagelt. Die Kelchblätter umschließen die Kronblätter so fest, dass eine enge, 4 bis 5 Millimeter lange Kronröhre entsteht. Die sechs gelben Staubblätter ragen aus der Kronröhre heraus. Der oberständige, schlanke, einfächrige Fruchtknoten geht in einen Griffel mit kleiner Narbe über.
Die dickliche, zweigliedrige Gliederschote besitzt einen kurzen, dicken Fruchtstiel. Sie weist eine Länge von etwa 2 cm und einen Durchmesser von etwa 5 mm auf. Das obere Schotenglied ist zusammengedrückt und leicht abbrechend. Der untere, an der Pflanze verbleibende Teil wird wegen seiner Form „Dolchgriff“ genannt, der obere Teil „Dolch“. Beide Teilfrüchte umschließen jeweils einen Samen.
Die Chromosomenzahl beträgt 2n = 18.

## Ökologie

### Lebensform
Der Europäische Meersenf zählt zu den sommerannuellen Kriechtherophyten.

### Blütenökologie
Blütenökologisch handelt es sich um „Nektar führende Stieltellerblumen mit herausregenden Staubbeuteln“. Die Bestäubung erfolgt durch langrüsselige Insekten, besonders durch Falter und Pollenfresser wie Schwebfliegen.

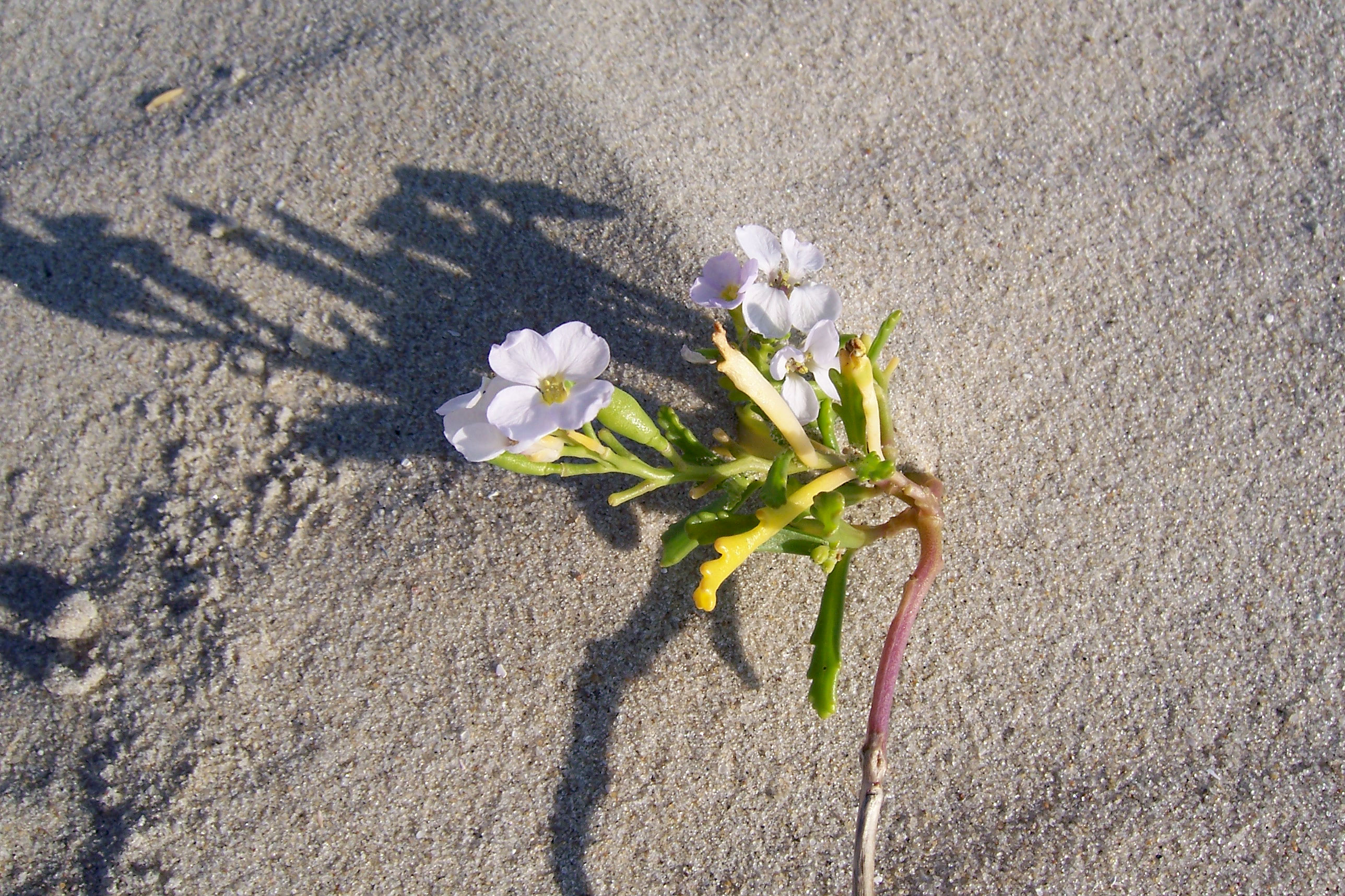
Einzelne Pflanze

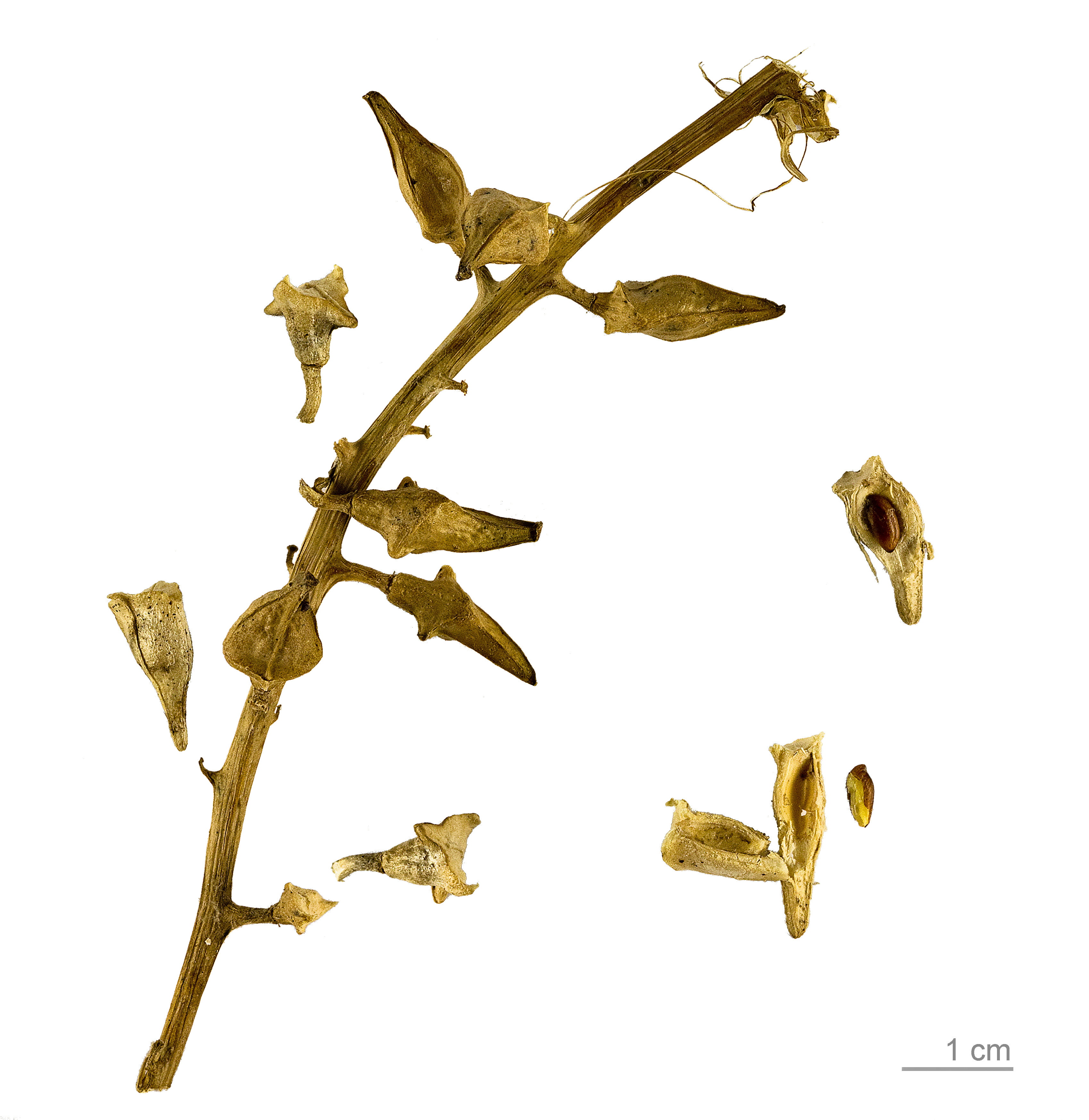
Früchte und Samen

### Ausbreitungsökologie
Durch karpotropische Bewegungen steht die Schote nach der Blüte horizontal ab. Die Fruchtwand ist bei der Reife hart und lufthaltig. Der obere Teil der Frucht wird durch starke Winde abgerissen und ein Stück vom Wind mitgenommen, bleibt aber meist in der Nähe liegen, was auch als Ausbreitungshemmung gedeutet wird. Herbststürme reißen häufig die ganze, dürr gewordene Pflanze heraus und treiben sie als Steppenroller über den Boden. Diese verfangen sich oft in angeschwemmten Seegraspolstern und werden bei Hochwasser mit dem Seegras über weite Strecken transportiert; sie dienen also der Fernausbreitung. Die Schwimmdauer beträgt 1 bis 4 Monate. In Norwegen wurde eine Ausbreitung über 100 Kilometer beobachtet. Fruchtreife ist im September.

### Synökologie
Der Europäische Meersenf ist Futter- und Nektarpflanze für die nachtaktive Strand-Erdeule (Agrotis ripae), die nach der Roten Liste der gefährdeten Großschmetterlinge als stark gefährdet eingestuft wird und an der Nordseeküste ausschließlich in Spülsaumgesellschaften als belegt gilt. Auch die Raupen des Großen Kohlweißlings (Pieris brassicae) schätzen den Europäischen Meersenf als Futterpflanze.

## Vorkommen

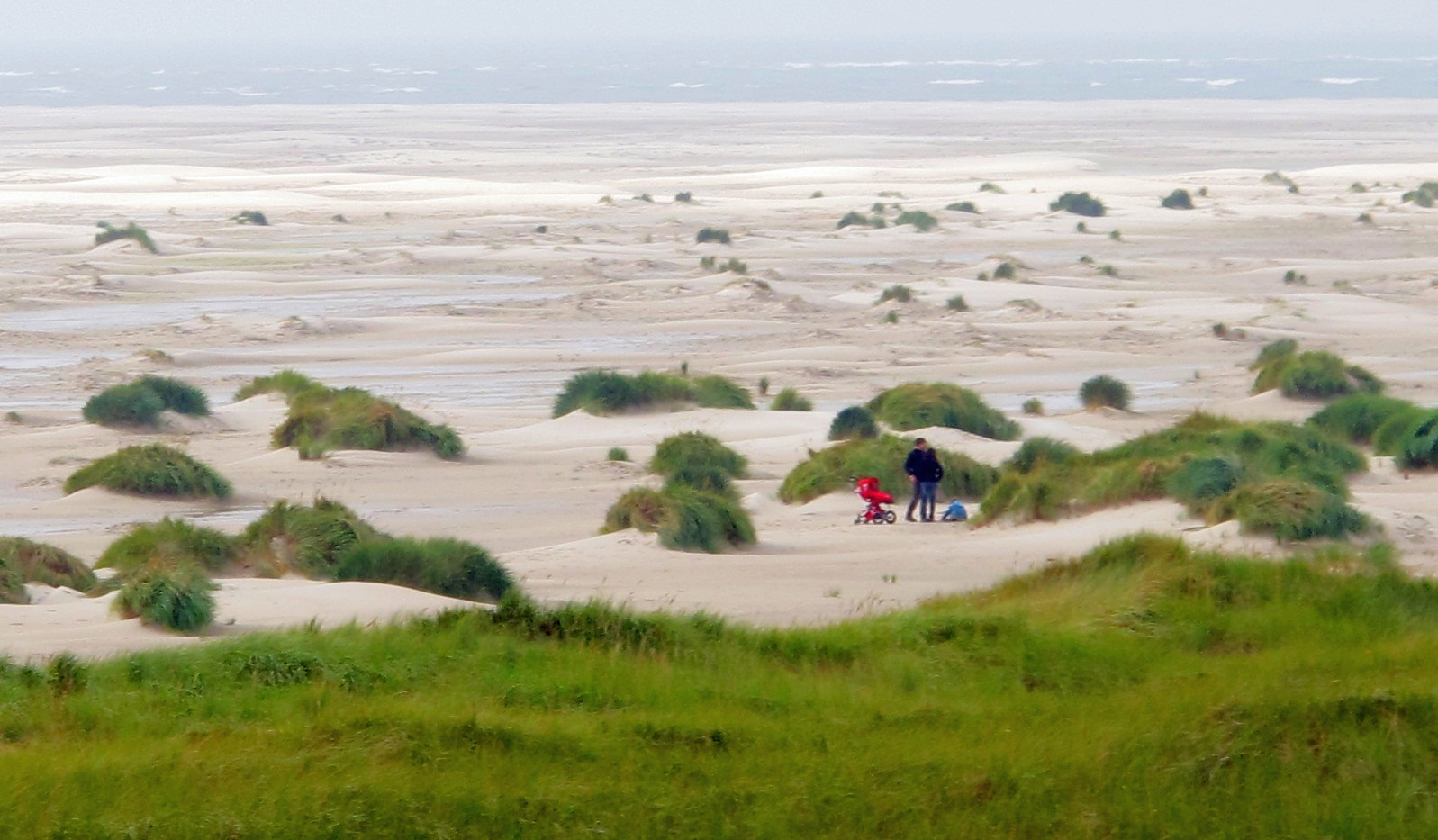
Vordünenlandschaft auf Amrum

Der Europäische Meersenf kommt ursprünglich in Makaronesien auf Madeira und auf den Kanarischen Inseln, sowie in Nordafrika in Algerien, Marokko, Tunesien, Libyen und Ägypten, sowie in Kleinasien in der gesamten Region Palästina, Syrien, Iran und der Türkei, sowie im Kaukasus in Georgien und Kaukasusvorland, sowie in Europa in Dänemark, Norwegen, Finnland, Island, im Vereinigten Königreich, Belgien, Niederlande, Deutschland, Polen, im europäischen Teil Russlands, Ukraine, Albanien, Bulgarien, im früheren Jugoslawien, Rumänien, Griechenland, Italien, Frankreich, Spanien und Portugal vor. In vielen Teilen der Welt ist der Europäische Meersenf eine invasive Pflanze, beispielsweise in Nordamerika und Australien.
In Deutschland besitzt er zerstreute Bestände an den Küsten Niedersachsens, Mecklenburg-Vorpommerns und Schleswig-Holsteins. Als unbeständiger Neophyt kommt er selten im Binnenland vor. Er ist gebietsweise eine Charakterart des Cakiletum maritimae aus dem Verband Atriplicion littoralis, kommt oft in Kontakt mit dem Elymo-Agropyretum juncei vor und ist überregional eine Charakterart der Klasse Cakiletea.
Der Europäische Meersenf ist vor allem an salzhaltigen Stellen zu finden, insbesondere an den Küsten und den vorgelagerten Inseln. Er wächst hier gerne im Strand- und Vordünenbereich. Vor allem an stickstoffreichen Spülsäumen ist er als häufige Pionierpflanze vertreten. Im Binnenland kommt er nur selten an salzigen Stellen vor.
Siehe auch: Strandpflanzen

## Systematik
Die Erstveröffentlichung von Cakile maritima erfolgte 1772 von Giovanni Antonio Scopoli, auch als Johann Anton Scopoli bekannt. Synonyme für Cakile maritima Scop. sind Bunias cakile L. und Cakile pinnatifida Stokes.
Im europäischen Raum werden manchmal vier oder fünf Unterarten erwähnt, die sich teilweise anhand der Früchte unterscheiden:

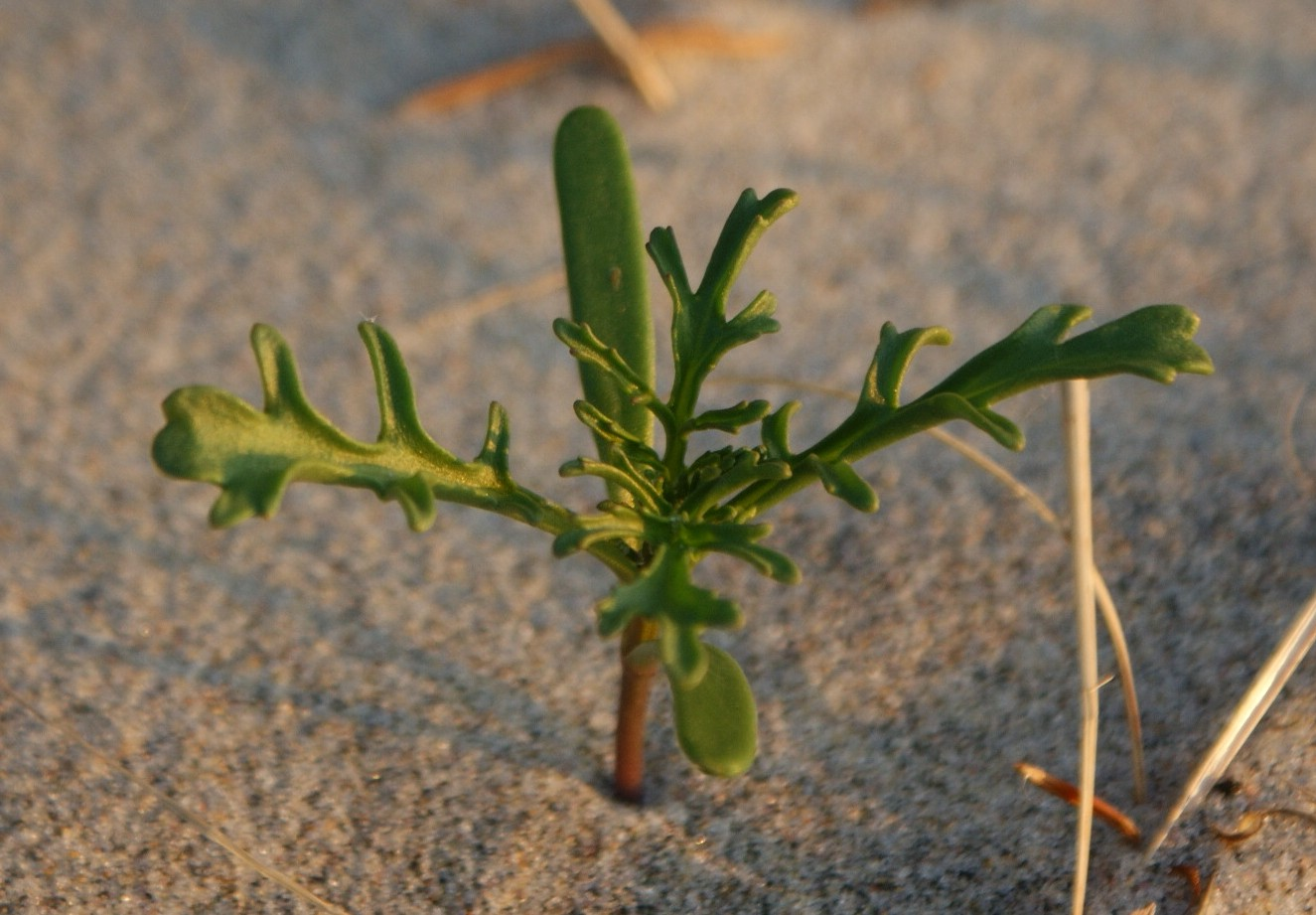
Keimpflanze von Cakile maritima subsp. baltica

- Cakile maritima subsp. maritima  (Syn.: Cakile maritima subsp. aegyptiaca (Willd.) Nyman, Cakile aegyptica Willd.): Das untere Fruchtglied hat nur sehr kurze Anhängsel. Sie kommt vor von Nordafrika über Süd- und Westeuropa bis Norwegen und Spitzbergen.[11]
- Cakile maritima subsp. baltica (Jord. ex Rouy & Foucaud) Hyl. ex P.W.Ball (Syn.: Cakile baltica Jord. ex Pobed.) – fast nur an der Ostseeküste wachsend, das untere Fruchtglied besitzt zurückgebogene Anhängsel
- Cakile maritima subsp. integrifolia (Hornem.) Hyl. ex Greuter & Burdet (Syn.: Cakile integrifolia Hornem.): Sie kommt vor von Marokko, Algerien, Tunesien und der Sinai-Halbinsel bis Zypern, Südeuropa, Westeuropa bis Norwegen und Spitzbergen.[11]
- Cakile maritima subsp. islandica (Gand.) Hyl. ex Elven: Sie kommt vor im europäischen Russland, den Färöer-Inseln, in Island, Norwegen und Spitzbergen.[11]
- Cakile maritima subsp. euxina (Pobed.) Nyár. (Syn.: Cakile euxina Pobed.): Sie kommt vor im europäischen Teil der Türkei, in Bulgarien, Rumänien, in der Ukraine und im europäischen Russland.[11]

## Trivialnamen
Für den Europäischen Meersenf bestehen bzw. bestanden, zum Teil auch nur regional, auch die weiteren deutschsprachigen Trivialnamen: Meersenf (Pommern), Queller (Wangerooge) (nicht zu verwechseln mit der ebenfalls in Küstennähe wachsenden Pflanze Queller) und Quennel (Wangerooge).

## Verwendung
Ingenieurbiologische Bedeutung kommt Cakile maritima bei der Flugsandbindung und damit der Küstenbildung zu. Neben Dünengräsern ist sie einer der wichtigsten Pflanzen für die Dünenbildung im Bereich der Spülsäume und Primärdünen.
Blätter, Stängel und Blütenknospen können roh oder gekocht verzehrt werden. Sie sind reich an Vitamin C, jedoch von bitterem Geschmack. Sie werden hauptsächlich als Gewürz verwendet. Sehr junge Blätter können Salaten beigefügt werden. Getrocknete und zu Pulver gemahlene Wurzeln können mit Mehl vermischt zum Brotbacken verwendet werden. Die Samen enthalten ein fettreiches Öl.

## Inhaltsstoffe
In den Samen wurde Sinigrin nachgewiesen.